# 데릭 월컷
데릭 월컷(영어: Sir Derek Walcott, KCSL, OBE, 문화어: 데리크 월코트, 1930년 1월 23일 ~ 2017년 3월 17일)은 세인트루시아의 시인이자 극작가로, 1992년 노벨 문학상 수상자이다.
식민지 시절의 노예제부터 독립까지 색다른 문화와 전통의 혼합이 담긴 카리브해의 자연을 탐구하였고, 그의 작품들은 아프리카인과 유럽인 양측의 풍부한 인종적 유산과 문화적 배경을 반영하는 편이라 평가받는다.
세인트루시아의 캐스트리스에서 태어났다. 상업적으로 발간된 첫 시집은 1962년에 나온 《푸른 밤에: 1948-1960》였다. 그 밖에 긴 이야기가 담긴 시 〈다른 인생〉(1973년), 〈별사과 왕국〉(1979년), 〈행운적 여행인〉 (1981년), 〈한 여름 중〉(1984년), 〈아칸소 유언〉(1987년)과 〈하사금〉(1997년) 등을 발표했다.
〈오메로스〉(1990년)는 시인의 개인적 추억과 집단적 추억 사이에서의 내적 투쟁을 묘사하는 서사시였다. 다른 서사시 〈티에폴로의 사냥개〉(2000년)는 버진 제도에서 태어난 인상주의 화가 카미유 피사로를 다루었다. 연작 시집 《방탕자》(2004년)는 그의 여행책과 저서를 겸하였다. 2007년에 데릭 월컷의 시 전집이 발간되었다.
극작으로는 《원숭이 산에 대한 꿈》(1967년), 《기념》(1977년), 《무연극》(1978년)과 《오디세이: 무대극판》(1993년) 등이 있다. 이 작품들은 위선, 탐험, 권위에 대한 인간의 투쟁을 담고 있다.
미국의 가수 폴 사이먼과 함께 뮤지컬 《동굴인》(The Capeman, 1997년)을 쓰기도 하였다.

## 서훈
- 1972년 대영 제국 훈장 4등급(OBE)[3]
- 2016년 세인트루시아 훈장 2등급(KCSL, 작위급 훈장)[1]